# Robert Green
Robert Green, född 18 januari 1980 i Chertsey i Surrey, är en engelsk före detta fotbollsmålvakt. Han har tidigare spelat i det engelska landslaget.

## Klubblagskarriär

### Norwich City
Green gjorde sin seniordebut 1999 för Norwich City och spelade 241 matcher för klubben under en sjuårsperiod, vilken bland annat innefattade seger i dåvarande First Division (nu Championship) 2003/2004 och uppflyttning till Premier League. 

### West Ham United
2006 gick Green till West Ham United och kom där under sex år att spela samma antal matcher som för Norwich. Han vann uppflyttning till högstadivisionen även med West Ham, via kvalspel säsongen 2011/2012, efter att klubben åkt ur Premier League året innan.

### Queens Park Rangers
2012 värvades Green av Queens Park Rangers. Han spelade fyra säsonger i klubben och vann återigen uppflyttning till Premier League 2014, men Queens Park åkte ur igen året därpå. Green inledde säsongen 2015/2016 som ordinarie målvakt, men klubben valde att inte låta honom spela mer då han närmade sig 30 ligamatcher under säsongen, vilket skulle ha medfört att hans kontrakt automatiskt förlängdes.

### Leeds United
Den 6 juli 2016 gick Green till Leeds United på fri transfer. Han debuterade den 7 augusti i en förlust 0–3 mot förra klubben Queens Park Rangers. Den 25 januari 2017 höll han nollan för sjätte hemmamatchen i rad mot Nottingham Forest. Den 18 mars 2017 förlängdes Greens kontrakt med Leeds i ytterligare ett år. Green spelade samtliga ligamatcher för Leeds under säsongen 2016/2017 då klubben slutade på sjunde plats i Championship, strax utanför kvalplats. 
Under sommaren 2017, efter att Andrea Radrizzani tagit över klubben, värvade Leeds United ett flertal spelare, bland annat Werder Bremen-målvakten Felix Wiedwald. Green inledde den nya säsongen som andraval, och spelade endast en match, ligacupsegern med 5–1 mot Newport County den 22 augusti 2017.

### Huddersfield Town
Den 27 augusti 2017 skrev Green på för Huddersfield Town till säsongens slut, efter att hans kontrakt med Leeds United ömsesidigt sagts upp. När kontraktet löpte ut sommaren 2018 fick han lämna klubben utan att ha figurerat i a-laget.

### Chelsea
Den 26 juli 2018 värvades Green av Premier League-klubben Chelsea på ett ettårskontrakt. Eftersom Green fostrats som fotbollsspelare i England räknas han som så kallad homegrown, vilket gör att Chelsea med Green som tredjemålvakt lättare kan uppfylla ligans regler för inhemska spelare. Den 29 maj 2019 vann Robert Green tillsammans med Chelsea UEFA Europa League i en 4–1-seger mot Arsenal. Green lyfte bucklan utan att ha gjort något framträdande för klubben under hela säsongen. 

## Landslagskarriär
Green debuterade i det engelska fotbollslandslaget 2005, och togs ut till VM i fotboll 2006. Han tvingades dock lämna återbud på grund av en skada. Vid VM i fotboll 2010 valdes han som förstemålvakt i Englands inledningsmatch mot USA. I den matchen gjorde han dock ett grovt misstag när han tappade in ett löst skott från amerikanen Clint Dempsey och Green fick inte spela mer i turneringen. Han var med i truppen till EM 2012 men fick ingen speltid.